# Ronde van Spanje 1989
| Delgado dubbelt zijn voorganger in de tijdrit Valladolid-Medina del Campo Eindklassement |                       |             |
| Algemeen klassement                                                                      | Pedro Delgado         | 93h 01' 47" |
| Tweede                                                                                   | Fabio Parra           | + 0' 35"    |
| Derde                                                                                    | Óscar de Jesús Vargas | + 3' 09"    |
| Vierde                                                                                   | Federico Echave       | + 3' 24"    |
| Vijfde                                                                                   | Álvaro Pino           | + 4' 28"    |
| Zesde                                                                                    | Ivan Ivanov           | +5' 00"     |
| Zevende                                                                                  | Iñaki Gastón          | + 7' 24"    |
| Achtste                                                                                  | Pedro Saúl Morales    | + 7' 59"    |
| Negende                                                                                  | Jean-Claude Bagot     | + 8' 23"    |
| Tiende                                                                                   | Luc Suykerbuyk        | +9' 44"     |
| Puntenklassement                                                                         | Malcolm Elliott       | 161 punten  |
| Tweede                                                                                   | Mathieu Hermans       | 139 punten  |
| Derde                                                                                    | Eddy Planckaert       | 139 punten  |
| Bergklassement                                                                           | Óscar de Jesús Vargas | 142 punten  |
| Tweede                                                                                   | Pedro Delgado         | 113 punten  |
| Derde                                                                                    | Ivan Ivanov           | 108 punten  |

De 44e editie van de Ronde van Spanje werd verreden in 1989 en duurde van 24 april tot 15 mei. Het parcours liep van A Coruña naar Madrid over 22 etappes, waarbij etappe 3 uit twee delen bestond. Er stonden 21 ploegen aan de start.
De openings- en slotetappe werd gewonnen door de Belgen Marnix Lameire en Jean-Pierre Heynderickx.
De eindwinnaar was Pedro Delgado, die eerder ook al de Ronde van Frankrijk had gewonnen. Hij was vooraf bestempeld als dé grote favoriet en maakte zijn favorietenrol waar. Naast het eindklassement schreef hij ook 3 etappes (waarvan 2 inviduele tijdritten) op zijn naam.
Na zijn eerdere overwinning in 1985 won Pedro Delgado hiermee voor de tweede maal de Vuelta a España. Op het podium werd hij vergezeld door de Colombiaan Fabio Parra en Óscar de Jesús Vargas, eveneens een Colombiaan. Laatstgenoemde werd winnaar van het bergklassement. De Brit Malcolm Elliott, van de Teka-ploeg, won het puntenklassement vóór de Nederlander Mathieu Hermans.
De Nederlander Luc Suykerbuyk behaalde de 10e plaats in het eindklassement.
Het ploegenklassement werd gewonnen door Kelme in 279:07:56 h.
- Aantal ritten: 22 + inclusief een ploegentijdrit (etappe 3b)
- Totale afstand: 3656,0 km
- Gemiddelde snelheid: 39,309 km/h

## Belgische en Nederlandse prestaties

### Belgische etappezeges
- Marnix Lameire won de 1e etappe in La Coruña, een korte rit over 20,1 km.
- Eddy Planckaert won de 5e etappe naar Béjar.
- Jean-Pierre Heynderickx won de slotetappe naar Madrid

### Nederlandse etappezeges
- Luc Suykerbuyk was winnaar van de 6e etappe in Ávila.
- Mathieu Hermans won de 13e etappe naar Jaca, de 14e etappe naar Zaragoza en de 19e etappe naar Valladolid.

## Deelnemende ploegen
| Ploeg         | Kopman              |
| ------------- | ------------------- |
| Teka          | Reimund Dietzen     |
| BH            | Álvaro Pino         |
| Reynolds      | Pedro Delgado       |
| ADR           | Eddy Planckaert     |
| Carrera       | Erich Mächler       |
| Caja Rural    | Marino Lejarreta    |
| Histor-Sigma  | Herman Frison       |
| Kelme         | Fabio Parra         |
| RMO           | Eric Caritoux       |
| Lotus-Zahor   | Juan Tomás Martínez |
| CLAS-Cajastur | Casimiro Moreda     |

| Ploeg            | Kopman                |
| ---------------- | --------------------- |
| ONCE             | Pello Ruiz Cabestany  |
| Helios-CR        | Antonio Esparza       |
| Seur             | Marco Giovannetti     |
| Postobón         | Óscar de Jesús Vargas |
| Malvor-Sidi      | Giuseppe Saronni      |
| Puertas Mavisa   | Gilles Mas            |
| Café de Colombia | Alberto Camargo       |
| Alfa Lum         | Vladimir Poelnikov    |
| Viscontea        | Stefano Colagè        |
| Sicasal          | Joaquim Gomes         |

## Etappe-overzicht
| Etappe | Datum    | Van - naar                          | Km                    | Etappewinnaar           | Klassementsleider |
| ------ | -------- | ----------------------------------- | --------------------- | ----------------------- | ----------------- |
| 1      | 24 april | La Coruña                           | 20,1                  | Marnix Lameire          | Marnix Lameire    |
| 2      | 25 april | La Coruña - Santiago de Compostella | 209                   | Omar Hernández          | Benny Van Brabant |
| 3a     | 26 april | Vigo                                | 34,4 (ploegentijdrit) | Caja Rural              | Roland Le Clerc   |
| 3b     | 26 april | Vigo - Ourense                      | 101                   | Malcolm Elliott         | Roland Le Clerc   |
| 4      | 27 april | Ourense - Ponferrada                | 160,5                 | Roberto Pagnin          | Roland Le Clerc   |
| 5      | 28 april | La Bañeza - Béjar                   | 247                   | Eddy Planckaert         | Roland Le Clerc   |
| 6      | 29 april | Béjar - Ávila                       | 197,5                 | Luc Suykerbuyk          | Omar Hernández    |
| 7      | 30 april | Ávila - Toledo                      | 157                   | Massimo Ghirotto        | Omar Hernández    |
| 8      | 1 mei    | Toledo - Albacete                   | 235,5                 | Stefano Allocchio       | Omar Hernández    |
| 9      | 2 mei    | Albacete - Gandia                   | 228                   | Reimund Dietzen         | Omar Hernández    |
| 10     | 3 mei    | Gandia - Benicasim                  | 202                   | Herminio Díaz Zabala    | Omar Hernández    |
| 11     | 4 mei    | Vinaròs - Lleida                    | 179                   | Malcolm Elliott         | Omar Hernández    |
| 12     | 5 mei    | Lleida - Cerler                     | 186,5                 | Pedro Delgado           | Omar Hernández    |
| 13     | 6 mei    | Benasque - Jaca                     | 161                   | Mathieu Hermans         | Omar Hernández    |
| 14     | 7 mei    | Jaca - Zaragoza                     | 165                   | Mathieu Hermans         | Omar Hernández    |
| 15     | 8 mei    | Ezcaray - Valdezcaray               | 24 (indiv. tijdrit)   | Pedro Delgado           | Martín Farfán     |
| 16     | 9 mei    | Haro - Santoña                      | 193,5                 | Peter Hilse             | Pedro Delgado     |
| 17     | 10 mei   | Santoña - Lagos de Covadonga        | 228                   | Álvaro Pino             | Pedro Delgado     |
| 18     | 11 mei   | Cangas de Onís - Brañillín          | 153                   | Ivan Ivanov             | Pedro Delgado     |
| 19     | 12 mei   | León - Valladolid                   | 159                   | Mathieu Hermans         | Pedro Delgado     |
| 20     | 13 mei   | Valladolid - Medina del Campo       | 47,5 (indiv. tijdrit) | Pedro Delgado           | Pedro Delgado     |
| 21     | 14 mei   | Collado Villaba - Segovia           | 188,5                 | Alberto Camargo         | Pedro Delgado     |
| 22     | 15 mei   | Segovia - Madrid                    | 177                   | Jean-Pierre Heynderickx | Pedro Delgado     |